# 笑いの超新星
笑いの超新星（わらいのちょうしんせい）は、2007年と2008年の年末に行われた、読売テレビ（ytv）主催の上方演芸の若手芸人の賞レースである。
2000年から「笑いの超新星 上方お笑い大賞新人賞選考会」として年間を通して春・夏・冬の計3回に渡って（現在の「ytv漫才新人賞選考会」と同様に放送）選考会が行われて、予選通過組は年末に放送される「上方お笑い大賞・新人賞」にノミネートされ、「上方お笑い大賞・最優秀新人賞」を争う方式であった。
2006年度をもって35年の歴史に幕を下ろした上方お笑い大賞の新人部門が、2007年度より新しい形の演芸番組としてリニューアルされたものであるが、2009年は読売テレビの経費削減による番組の見直しに伴い、行われないことが決定し、2010年以降も実施されなかった。
2012年に、芸歴10年未満を対象にしたytv漫才新人賞を新設された。

## 概要
- 出場資格は、コンビ結成（あるいは一人となって）丸7年未満、 かつコンビのいずれもが芸歴10年未満の、本拠地を上方においている漫才・コントなどの演芸を本芸とする新人タレントであること。ただし、過去に「上方お笑い大賞・銀賞」もしくは「上方お笑い大賞最優秀新人賞」を受賞したことがある新人は受賞資格を有しない。
- 予選会は年3回行われ、各回の審査結果上位より2組に「笑いの超新星・新人賞」を授与される。年3回の予選会は、重複して参加しても構わない。リベンジも可。ただしROUND1とROUND2に14位、15位になったコンビ（下位二組）は次回の予選会に参加することはできない。
- 審査項目は
  1. 面白さ（50点）「今回の演目が面白いかどうか」
  2. ネタの構成力・独創性（30点）「ネタの構成力のうまさ・着眼点の新鮮さ」
  3. キャラクター（20点）「華がある、ルックスキャラクターの面白さ」。

以上の3項目、計100点満点、審査員10人の合計1000点満点で毎回上位2組に「新人賞」を授与。同点の場合は同点決勝で審査を行う。
- 3度の予選会で新人賞を受賞した6組による決勝「笑いの超新星 FINAL ROUND」が12月に行われ、その中から一組が最優秀新人賞に選ばれる。
- 賞金は、最優秀新人賞が30万円。新人賞には10万円。

## 最優秀新人賞受賞者
| 回 | 年     | 最優秀新人賞 | ノミネート                                             |
| -- | ------ | ------------ | ------------------------------------------------------ |
| 1  | 2007年 | とろサーモン | アジアン、スマイル、プラスマイナス、ジャルジャル、鎌鼬 |
| 2  | 2008年 | ジャルジャル | プラスマイナス、中山功太、ギャロップ、銀シャリ、天竺鼠 |

これ以前の受賞者は上方お笑い大賞#概要・賞の一覧を参照。